# Chris Christoffersen
Chris Tasker Christoffersen (Hasle, 13 agosto 1979) è un ex cestista danese.

## Palmarès
- Campionato finlandese: 1

LrNMKY: 2005-06
- Campionato danese: 9

Bakken Bears: 2007-08, 2008-09, 2010-11, 2011-12, 2012-13, 2013-14, 2016-17, 2017-18, 2018-19
- Coppa di Finlandia: 1

LrNMKY: 2006
- Coppa di Danimarca: 6

Bakken Bears: 2008, 2009, 2010, 2013, 2016, 2018